# رون كوك (لاعب كرة قاعدة)
رون كوك (بالإنجليزية: Ron Cook)‏ هو لاعب كرة قاعدة أمريكي، ولد في 11 يوليو 1947 في جيفيرسون في الولايات المتحدة.

## وصلات خارجية
- رون كوك على موقعبيزبول رفرنس.كوم (الدوري الرئيسي) (الإنجليزية)
- رون كوك على موقعبيزبول رفرنس.كوم (الدوري الثانوي) (الإنجليزية)